# Bosque nacional de Ángeles

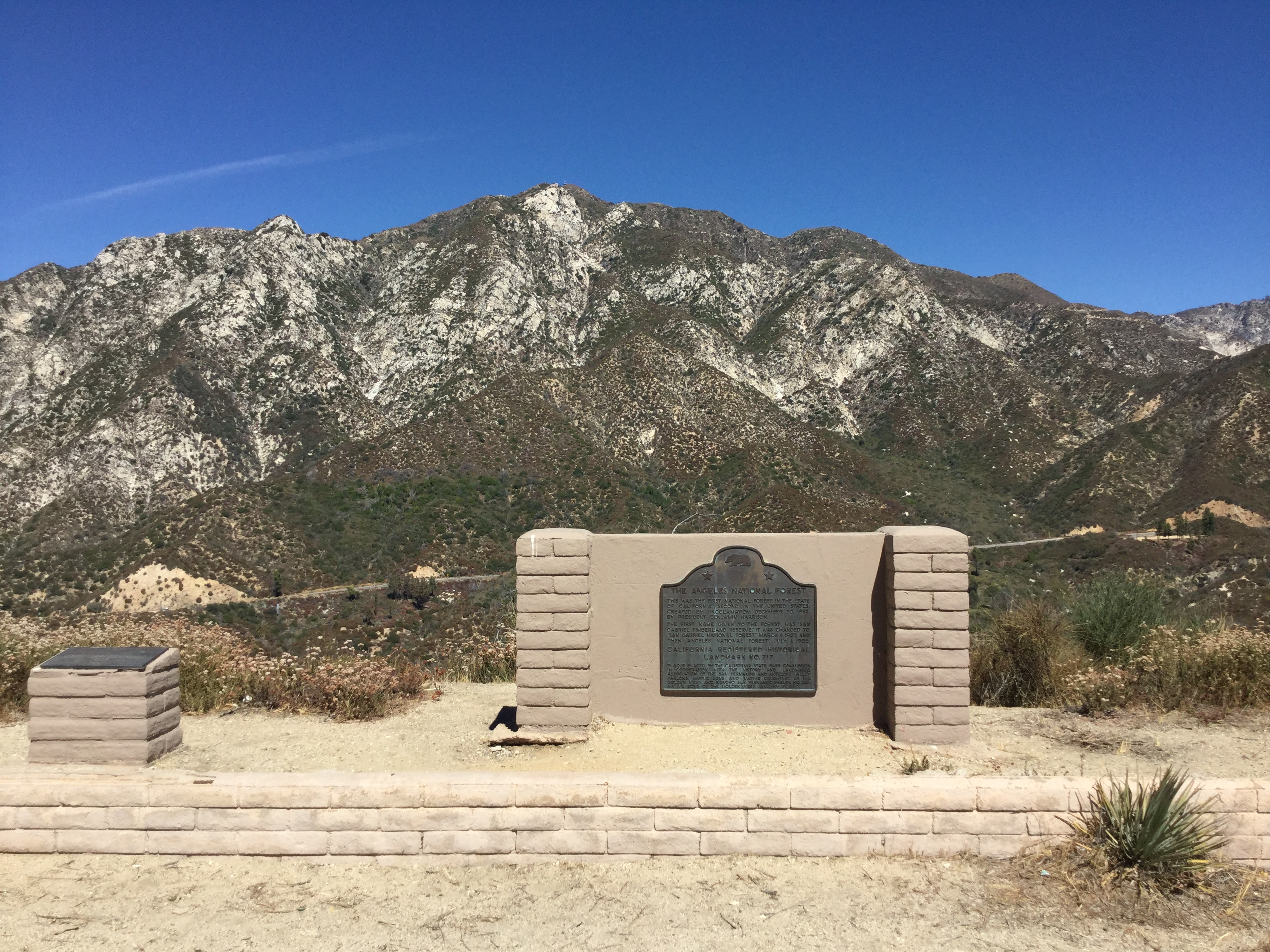
Monumento

El bosque nacional de Ángeles (Angeles National Forest) del Servicio Forestal de los EE. UU. se encuentra en las cordilleras de la sierra de San Gabriel y la sierra Pelona, principalmente dentro del condado de Los Ángeles en el sur de California. La ANF maneja la mayoría del monumento nacional de la Sierra de San Gabriel. 
El bosque nacional fue establecido en 1908, incorporando el bosque nacional de San Bernardino y partes de los antiguos bosques nacionales de Santa Bárbara y San Gabriel. La sede central del bosque nacional de Ángeles se encuentra en Arcadia, California. 

## Geografía
El bosque nacional de Ángeles protege un total de 700 176 acres (1094,0 mi²; 2833,5 km²), protegiendo grandes áreas de la sierra de San Gabriel y sierra Pelona. Se encuentra justo al norte del área metropolitana densamente habitada del Gran Los Ángeles. 
Aunque se encuentra principalmente en el condado de Baja California, una pequeña parte se extiende hacia el este hasta el suroeste del condado de San Bernardino, en el área del Monte San Antonio, y una pequeña sección también se extiende hacia el oeste hasta el noreste del condado de Ventura, en el área del lago Piru. 
El monumento nacional de la Sierra de San Gabriel, establecido en 2014 y administrado por el Servicio Forestal de los EE. UU., se encuentra en gran parte dentro del Bosque Nacional de Ángeles. 
La Ley de Conservación, Gestión y Recreación de John D. Dingell Jr. de 2019 estableció el Monumento conmemorativo nacional del desastre de la presa de Saint Francis y el Monumento nacional del desastre de la presa de Saint Francis en las ruinas de la presa de Saint Francis en el cañón de San Francisquito del bosque y sus alrededores.

### Áreas silvestres
El bosque nacional de Ángeles contiene cinco áreas silvestres designadas a nivel nacional. Dos de estos también se extienden al vecino bosque nacional de San Bernardino : 
- Área silvestre de Cucamonga - principalmente en el BN de San Bernardino
- Área silvestre de Montaña Mágica
- Área silvestre de Pleasant View Ridge
- Área silvestre de San Gabriel
- Área silvestre de Sheep Mountain - parcialmente en el BN de San Bernardino

## Historia
La reserva forestal de San Gabriel se estableció el 20 de diciembre de 1892, la reserva forestal de San Bernardino se estableció el 25 de febrero de 1893 y la reserva forestal de Santa Bárbara se estableció el 22 de diciembre de 1903. Estas reservas forestales se convirtieron en bosques nacionales el 4 de marzo de 1907, y se fueron combinados en el 1 de julio de 1908, con todo el bosque de San Bernardino y partes del bosque de San Gabriel y el bosque de Santa Bárbara para componer el nuevo bosque nacional de Ángeles. El 30 de septiembre de 1925, partes del bosque nacional de Ángeles y el bosque nacional Cleveland se separaron para restablecer el bosque nacional de San Bernardino.
El bosque nacional de Ángeles está registrado como un Hito histórico de California con el número 717, por ser el primer Bosque Nacional en el estado.
Los campamentos en Broken Blade, Twisted Arrow y Pima Loops fueron cerrados el 26 de julio de 2013 después de que se descubrió una ardilla infectada con peste bubónica.

### Incendios forestales

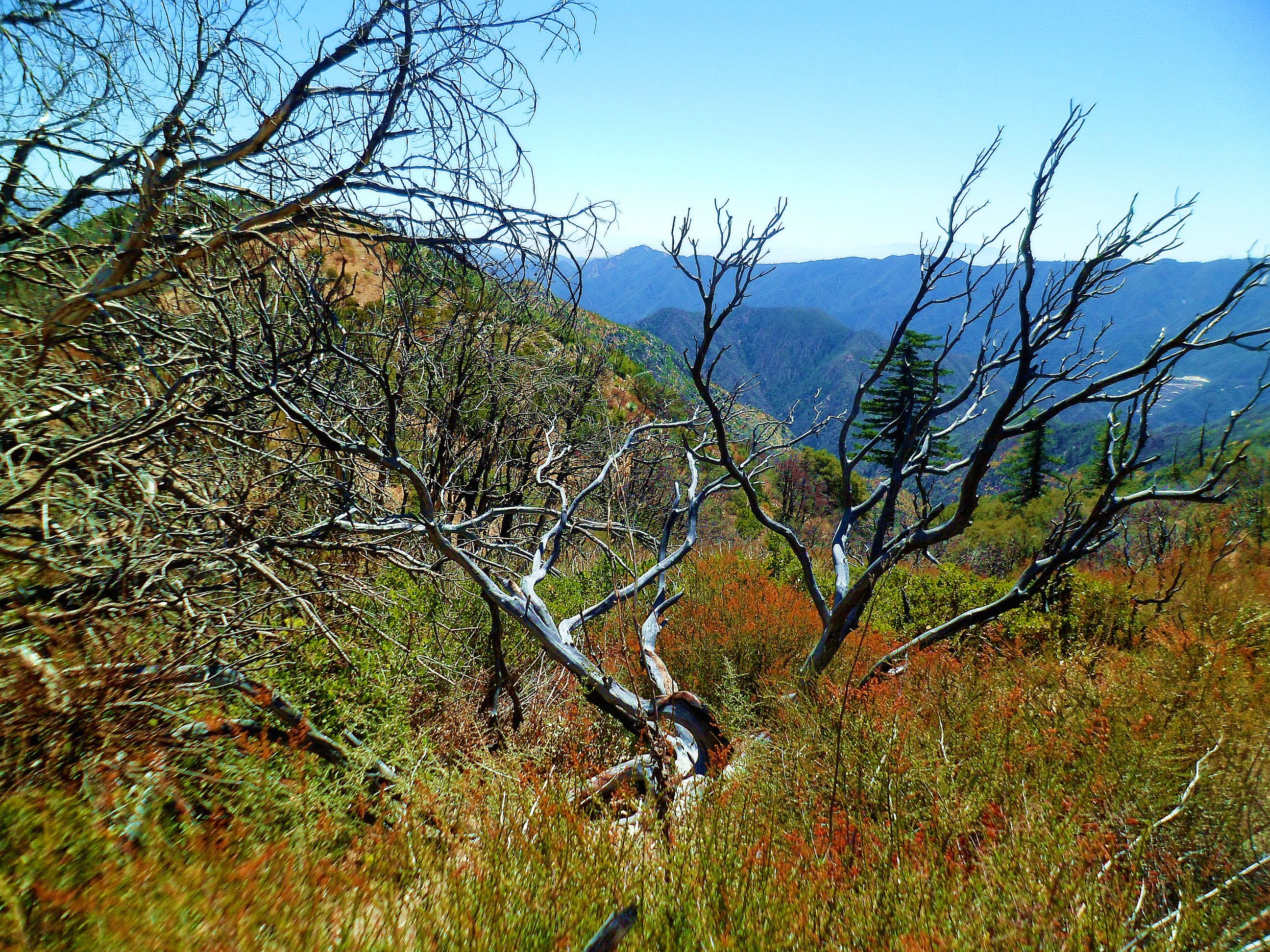
2014, emerge un nuevo crecimiento después de los incendios de 2012

#### Incendio de Loop
El 1 de noviembre de 1966, un incendio comenzó a las 5:19 a. m. en el sitio Los Pinetos de Nike (LA-94). El incendio se extendió, amenazando las instalaciones médicas y las zonas residenciales al borde sur del bosque nacional. 12 bomberos con la tripulación "Hot Shot" de El Cariso del Servicio Forestal de los Estados Unidos murieron, fueron atrapados en el incendio en un cañón. Otros 11 bomberos fueron gravemente quemados en el incidente. El incendio fue controlado a la 1:00 p. m. el 2 de noviembre, después de haber quemado 2028 acres (3,2 mi²; 8,2 km²).

#### Incendio de Station
En el incendio de Station, más de 161 000 acres (651,5 km²) del bosque fueron quemados por un incendio provocado que comenzó el 26 de agosto de 2009, cerca de la carretera Ángeles Crest en La Cañada y se extendió rápidamente, alimentado por matorrales secos que no se habían quemado durante más de 150 años. El incendio ardió durante más de un mes y fue el peor en la historia del condado de Los Ángeles, carbonizando 250 millas cuadradas (647,5 km²), aproximadamente un cuarto del bosque; desplazando la vida silvestre y destruyendo 91 casas, cabañas y dependencias y el Hidden Springs Cafe, de propiedad familiar. 
Durante el incendio, dos bomberos murieron después de conducir fuera del Camino de condado Monte Gleason en busca una ruta alternativa para sacar a los reclusos en el campo 16. El incendio de Station amenazó el Observatorio del Monte Wilson en la cima del monte Wilson. El sitio incluye dos telescopios, dos torres solares y transmisores para 22 estaciones de televisión, varias estaciones de radio FM y canales de emergencia de la policía y los bomberos. Aunque el fuego chamuscó un lado de la letrina en el Observatorio Stony Ridge, propiedad de aficionados, a seis millas al noreste del monte Wilson, además de daños menores por la infiltración de humo y cenizas, el resto del observatorio y su histórico telescopio Carroll de 30 pulgadas sobrevivieron. 

#### Incendios de 2012
Se produjeron varios incendios forestales en 2012, que quemaron cientos de acres en la cordillera cubierta de bosques. 

## Historia natural
El bosque nacional de Ángeles administra los hábitats, los ecosistemas de flora y fauna y las cuencas hidrográficas. Algunos de los ríos con cuencas dentro de sus límites proporcionan valiosas aguas de recarga no subterráneas para el sur de California. La vegetación nativa restaurada y protegida existente absorbe y ralentiza la escorrentía superficial del agua de lluvia para minimizar inundaciones severas y deslizamientos de tierra en comunidades adyacentes. La tierra dentro del bosque es diversa, tanto en apariencia como en terreno. Las elevaciones varían de 1,2 a 10,064 pies (0,4 a 3,1 m). El sendero Cresta del Pacífico cruza el bosque. 

### Flora

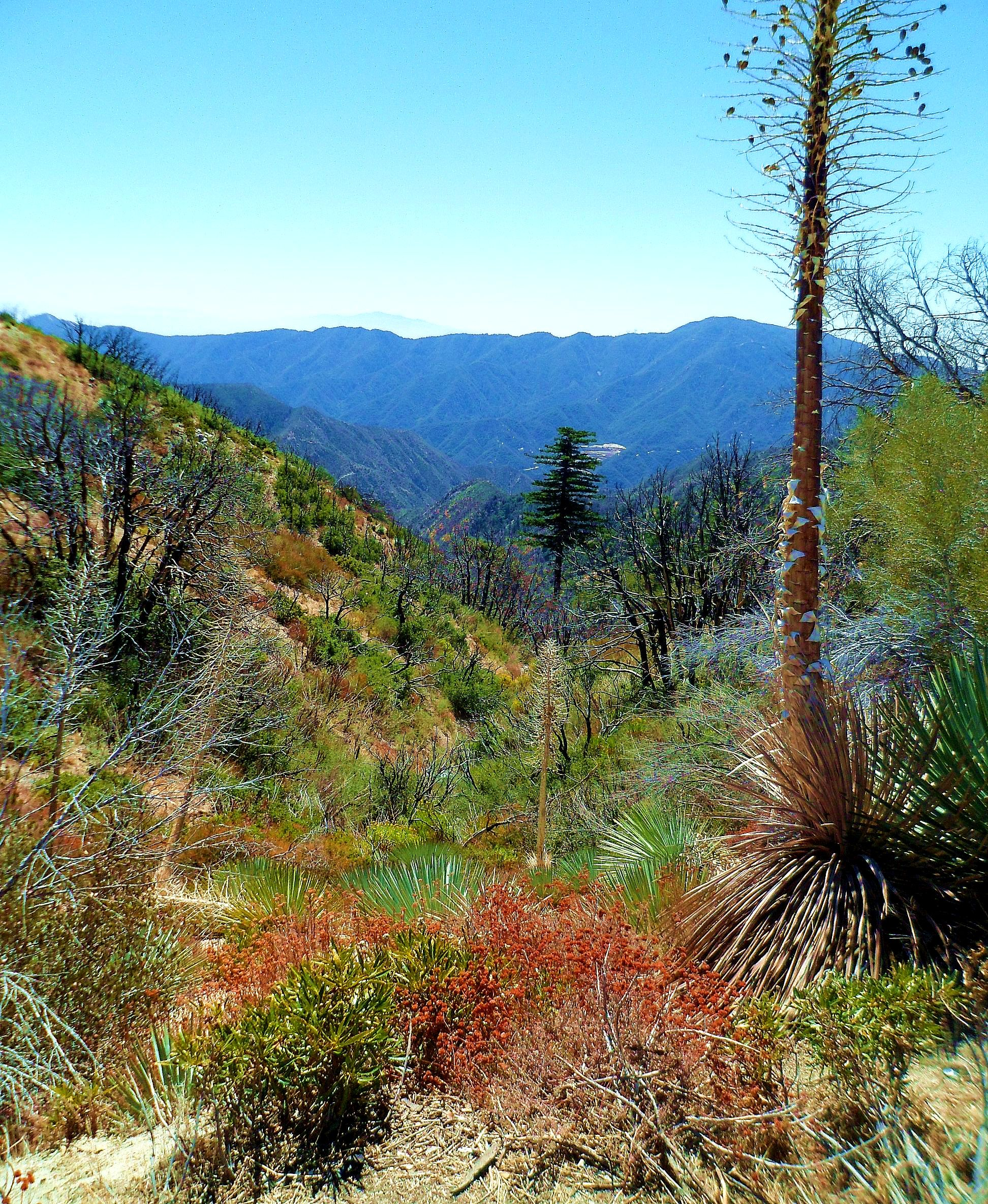
Diversas plantas de montaña con la yuca de chaparral a la derecha.

Gran parte de este bosque nacional está cubierto de densos bosques de arbustos de chaparrales con bosques de encinos, que se convierten en laderas cubiertas de pinos y abetos en las elevaciones más altas. Después de los incendios hubo un fuerte crecimiento de arbusto caniche, aparentemente provocado por el efecto del fuego sobre las semillas latentes, que duró varios años. La planta produce prolíficas flores de lavanda. Desafortunadamente, como descubrieron los visitantes del Bosque, el contacto con él puede causar una erupción similar a un roble venenoso. 
Las especies arbóreas para las cuales el bosque es importante incluyen el abeto Douglas (Pseudotsuga macrocarpa), el pino Coulter (Pinus coulteri) y el nogal de California (Juglans californica). El Bosque Nacional también contiene unos 29 000 acres (11 735,9 ha) de bosque primario, con: pino Jeffrey (Pinus jeffreyi) y bosques mixtos de coníferos ( Abeto Douglas de Costa (Pseudotsuga menziesii var. menziesii ), pino ponderosa (Pinus ponderosa) y abeto blanco (Abies concolor )) y pino lodgepole (Pinus contorta ) los tipos más abundantes.

### Fauna
Este bosque es hogar de osos negros, zorros grises, gatos monteses, pumas, ciervos mula, borrego cimarrón, serpientes cascabel y coyotes.

## Acceso
Se requiere un Pase National Forest Adventure para estacionar en muchos lugares del bosque nacional de Ángeles y otros bosques nacionales en el sur de California, y se puede obtener en línea o en centros de visitantes y comerciantes locales. El condado de Los Ángeles ha declarado que no se requieren pases en las carreteras mantenidas por el condado. También hay muchas otras áreas que no requieren el pase. 

## Información general
- Superficie: 2652 km²
- Áreas silvestres: 324.9 km²
- Caminos: 1661 km
- Centros de visitantes: 4
- Centros de información: 4
- Torres de vigilancia contra incendios: 2
- Residencias recreativas: 505
- Áreas de pícnic: 36
- Cámpines: 66
- Zonas de esquí: 2
- Estaciones de entrada: 2

### Distritos de guardabosques
- Distrito de guardaparques Gateway de Los Ángeles 
  - Estación: San Fernando, California
- Monumento nacional de la Sierra de San Gabriel 
  - Estación: Glendora, California

### Senderos
- Cabezas de senderos: 53
- Senderos: 1122 km
- Áreas de vehículos fuera de carretera: 3
- Rutas de vehículos fuera de carretera: 420 km

### Características naturales

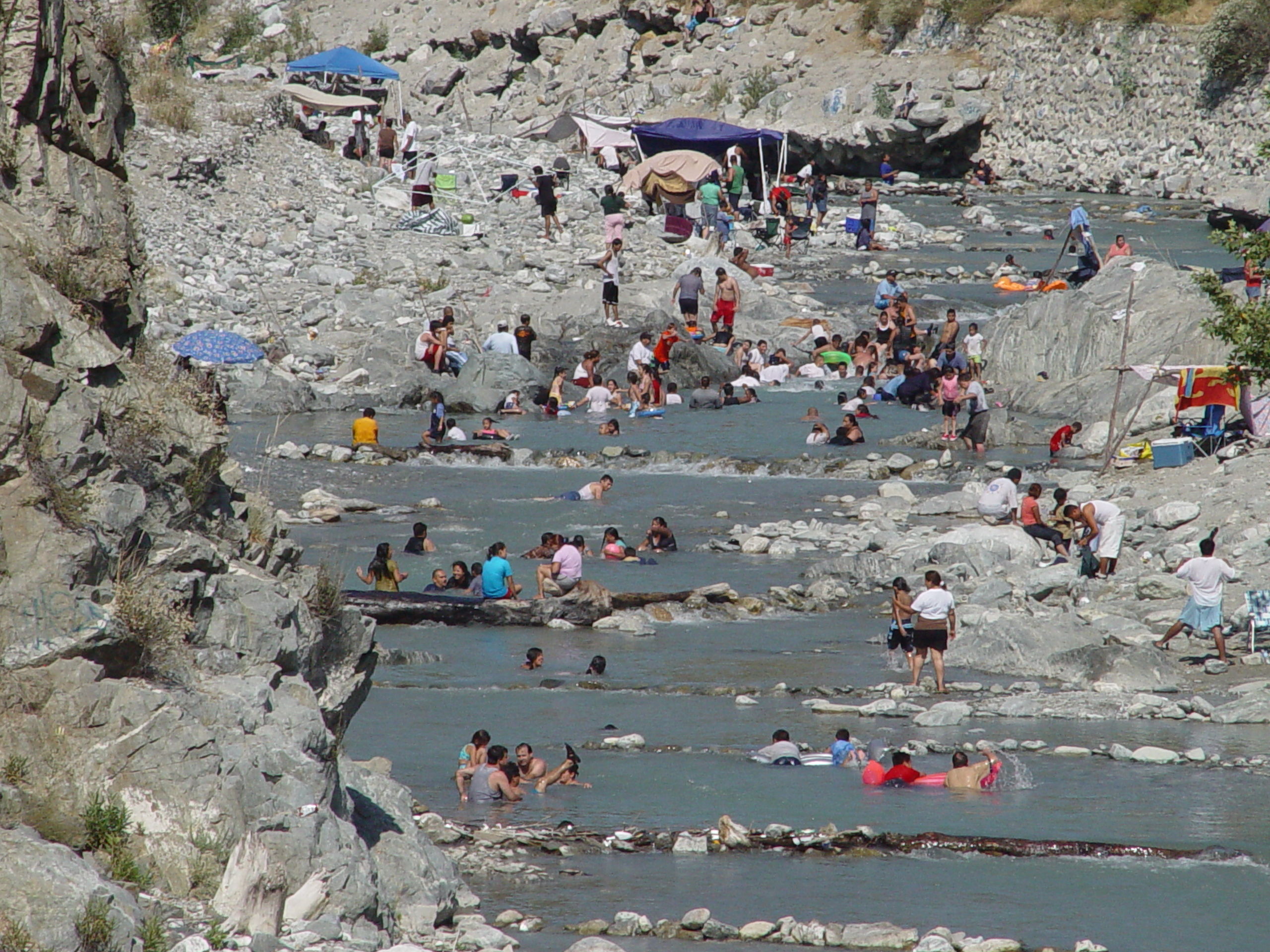
La bifurcación oriental del río San Gabriel es uno de los sitios más visitados del sistema forestal.

- Áreas de desierto: 5
- Lagos y embalses: 10
- Ríos y aroyos: 240 millas

### Especies sensibles
- Plantas sensibles: 22
- Fauna sensible: 23
- Especies amenazadas y en peligro de extinción: 16

### Picos de las montañas

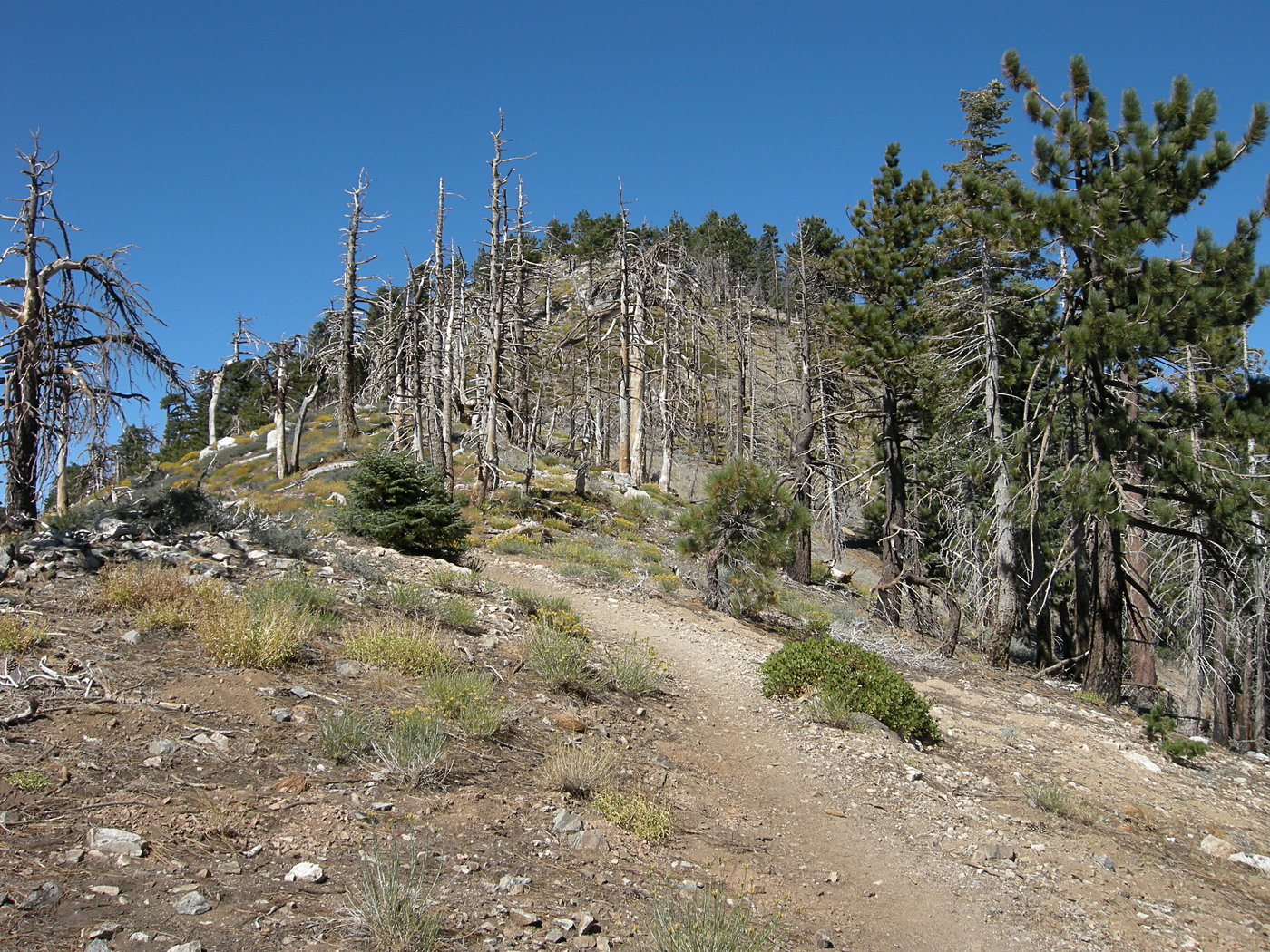
Monte Islip.

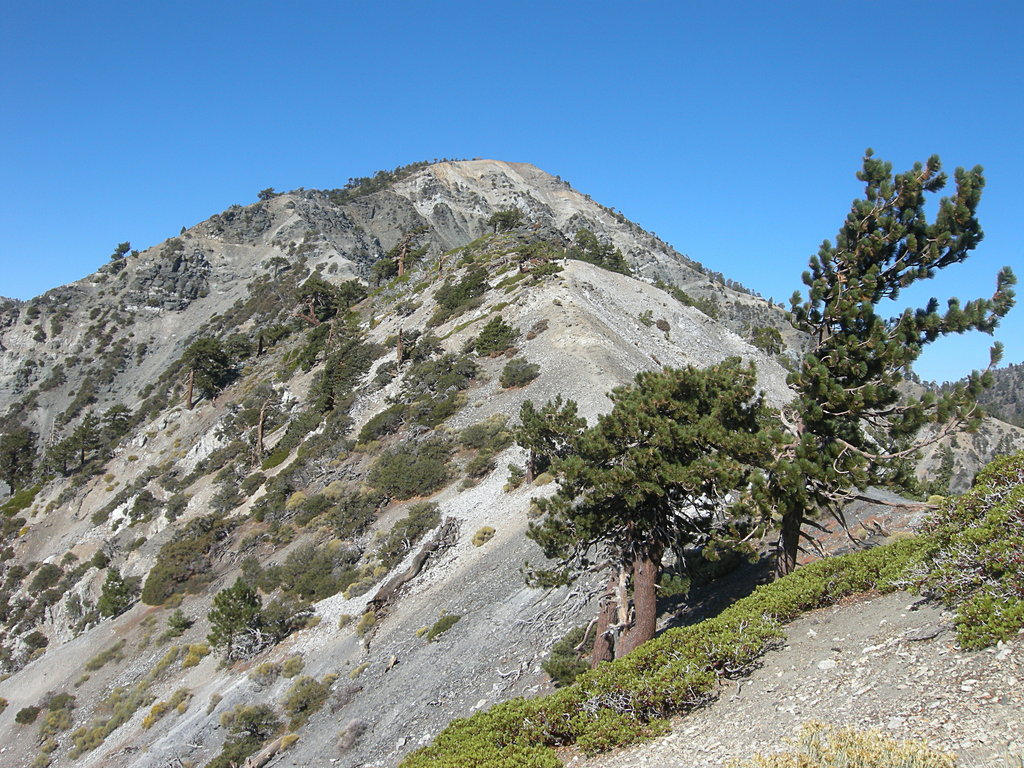
Monte Harwood, desde el Espinazo del Diablo

Los picos de la sierra de San Gabriel dentro del bosque nacional de Ángeles incluyen: 
- Monte San Antonio 10 064 pies (3067,5 m) - también conocido como "Monte Baldy" o "calvito"
- Montaña Pine 9648 pies (2940,7 m)
- Pico Dawson 9575 pies (2918,5 m)
- Monte Harwood 9556 pies (2912,7 m)
- Monte Baden-Powell 9407 pies (2867,3 m)
- Pico Throop 9142 pies (2786,5 m)
- Monte Burnham 9001 pies (2743,5 m)
- Pico del Telégrafo 8989 pies (2739,8 m)
- Monte Islip 8250 pies (2514,6 m) - sitio de la histórica Torre de vigilancia de fuego de Monte Islip.[9]
- Montaña Waterman 8041 pies (2450,9 m)
- Montaña de Hierro 8010 pies (2441,4 m)
- Monte Hawkins Sur 7783 pies (2372,3 m) Mirador destruido en el incendio de Curve en 2002
- Monte Gleason 6502 pies (1981,8 m)
- Pico San Gabriel 6164 pies (1878,8 m)
- Monte Decepción 5963 pies (1817,5 m)
- Montaña Vetter  5911 pies (1801,7 m) - sitio de la histórica torre de vigilancia de fuego de Vetter Mountain
- Pico Quemado 5788 pies (1764,2 m)
- Monte Wilson 5710 pies (1740,4 m) - ubicación del Observatorio Monte Wilson
- Monte Lowe (California) 5606 pies (1708,7 m)
- Monte Lukens 5074 pies (1546,6 m)
- Montaña Echo  3210 pies (978,4 m)

### Recreación acuática
- El lago Pirámide está ubicado junto a la Interestatal 5 (tome la salida de Smokey Bear), a 20 millas (32,2 km) al norte del Parque de atracciones Magic Mountain en Valencia, California.
- El lago Castaic se encuentra a 7 millas (11,3 km) norte del Parque de atracciones Magic Mountain en Valencia, California, justo al lado de la Interestatal 5 (tome la salida del lago Hughes). El lago es administrado por el Departamento de Parques y Recreación del Condado de Los Ángeles.
- El lago Elizabeth se encuentra aproximadamente a 10 millas (16,1 km) al oeste de Palmdale, California, en Elizabeth Lake Road.

## Organizaciones de voluntarios
- Asociación de Vigilancia de Incendios Forestales del Bosque Nacional de Ángeles: Restauración y operación de torres de vigilancia de incendios en el BNÁ
- Equipo de rescate de Montaña Altadena: salva vidas a través del rescate de montaña y la educación en seguridad
- Asociación de ciclistas de todoterreno: restauración y mantenimiento de senderos de usos múltiples en el BNÁ
- Sierra Madre Search & Rescue: un grupo de voluntarios dedicados comprometidos con salvar vidas en el desierto.[10]
- Constructores de senderos de las montañas de San Gabriel: grupo de reparación de senderos naturales y senderismo de California[11]
- West Fork Conservancy: Mantiene el West Fork del río San Gabriel y Beer Creek[12]
- Asociación de Voluntarios de Ángeles: organiza información del Centro de Visitantes, reparación de senderos y un amplio espectro de esfuerzos forestales[13]
- Cuerpo de Voluntarios de Recursos Pesqueros: trabaja con el Servicio Forestal, ayudando con varios proyectos durante el año[14]
- Equipo de rescate de la Montaña San Dimas: Equipo de rescate de montaña altamente capacitado[15] http://www.savetheeastfork.org/ Archivado el 9 de enero de 2016 en Wayback Machine.
- Rescate aéreo 5 del sheriff del condado de Los Ángeles: los sheriffs adjuntos de la reserva de voluntarios reciben $1 por año por su trabajo
- Save The East Fork Association: Trabaja a lo largo de la bifurcación oriental del río de San Gabriel[16]
- Helping Our Mountain Environment: HOME— Limpieza de basura y pintura en aerosol de Glendora Mountain Road (GMR)[17]

## Galería de imágenes

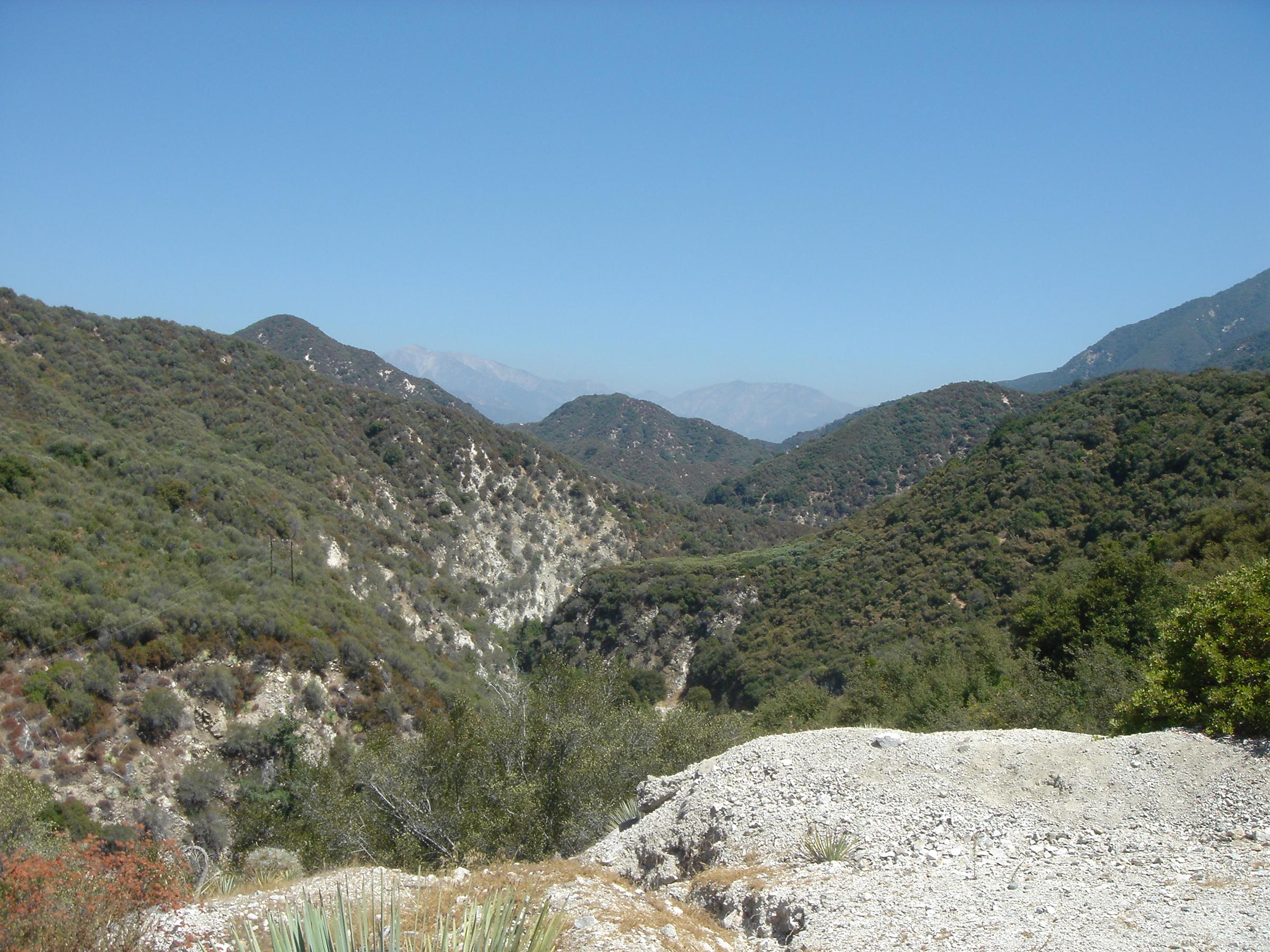
Montes San Gabriel
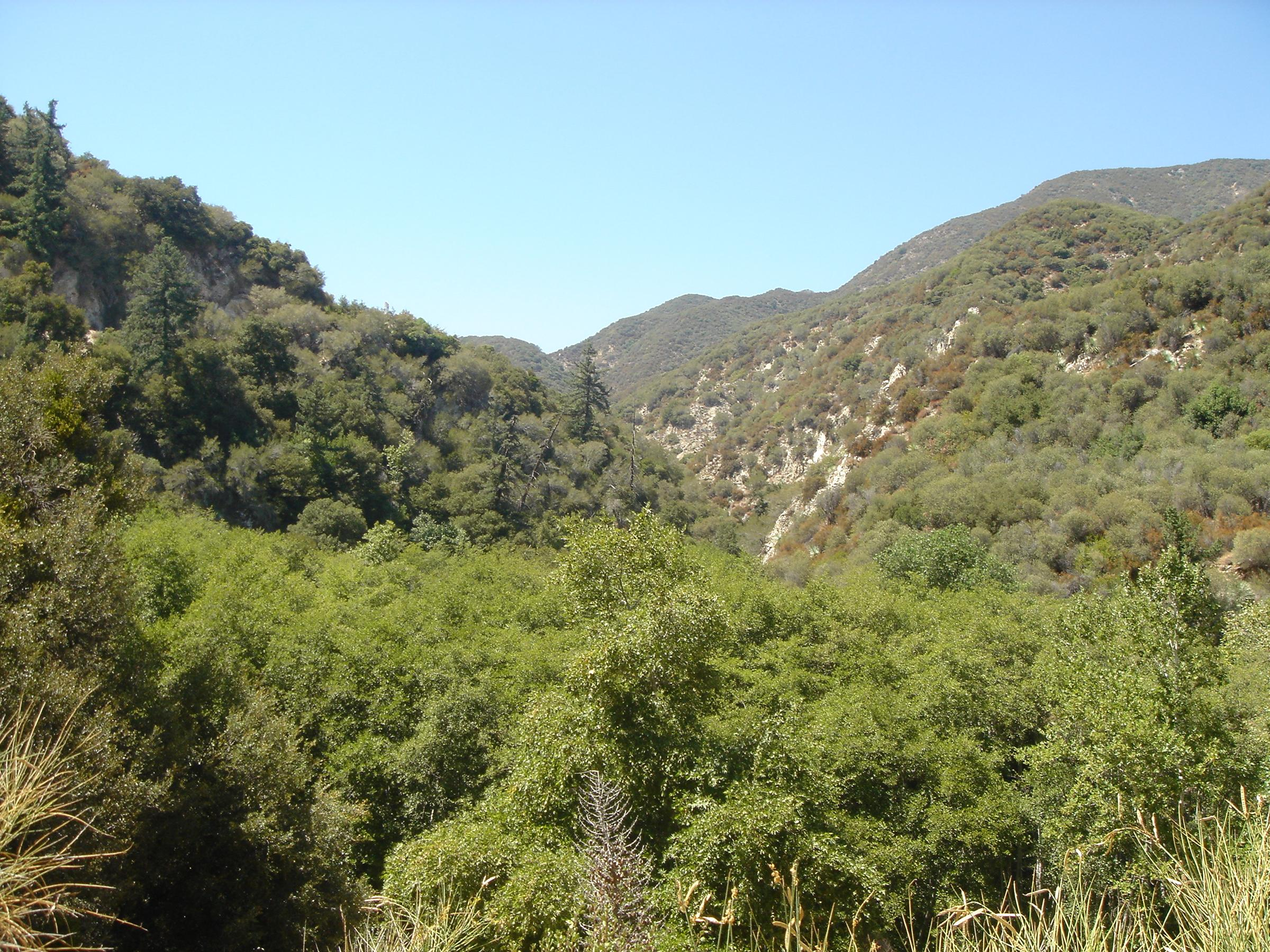
San Gabriel Canyon
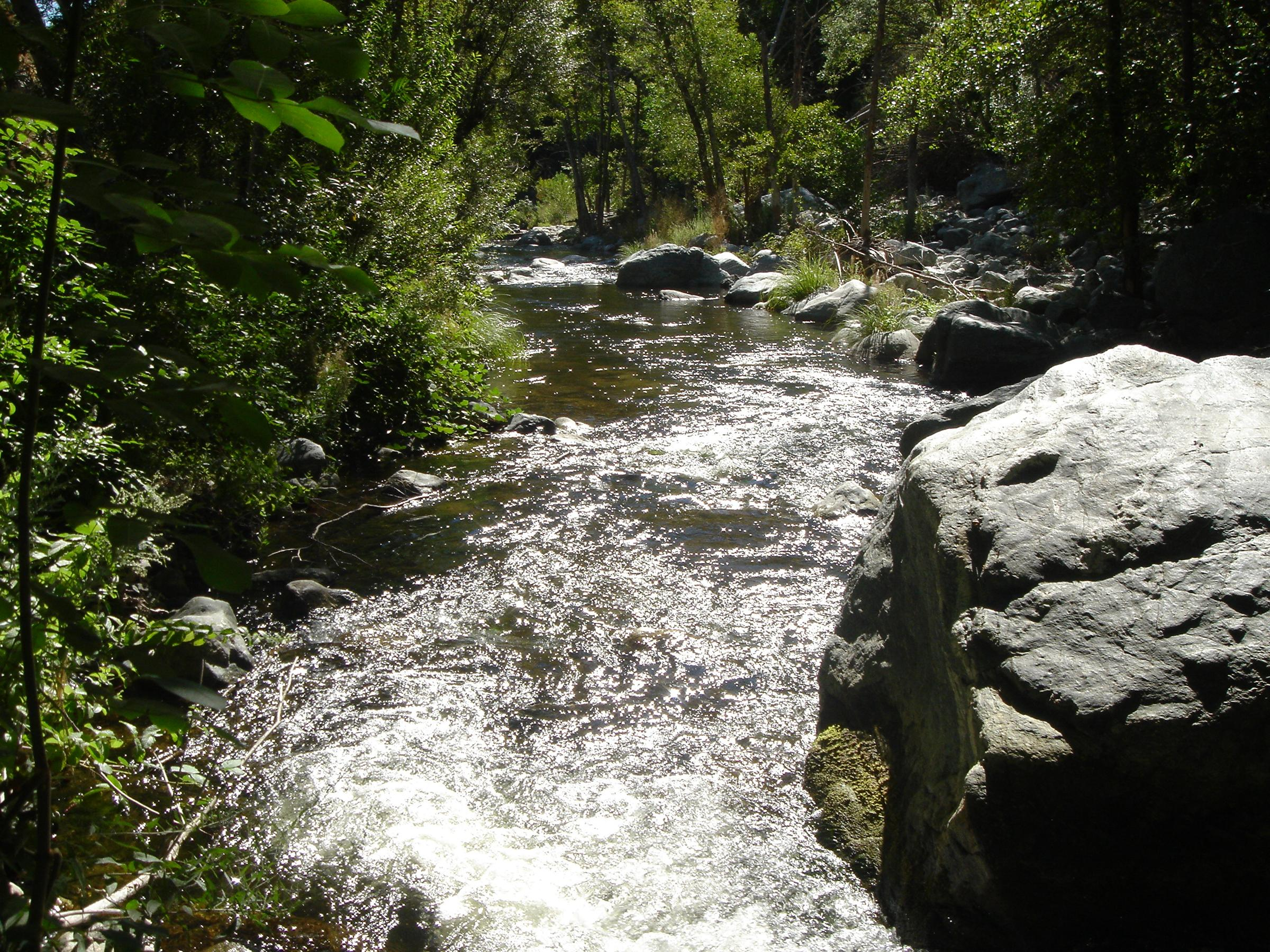
Río San gabriel
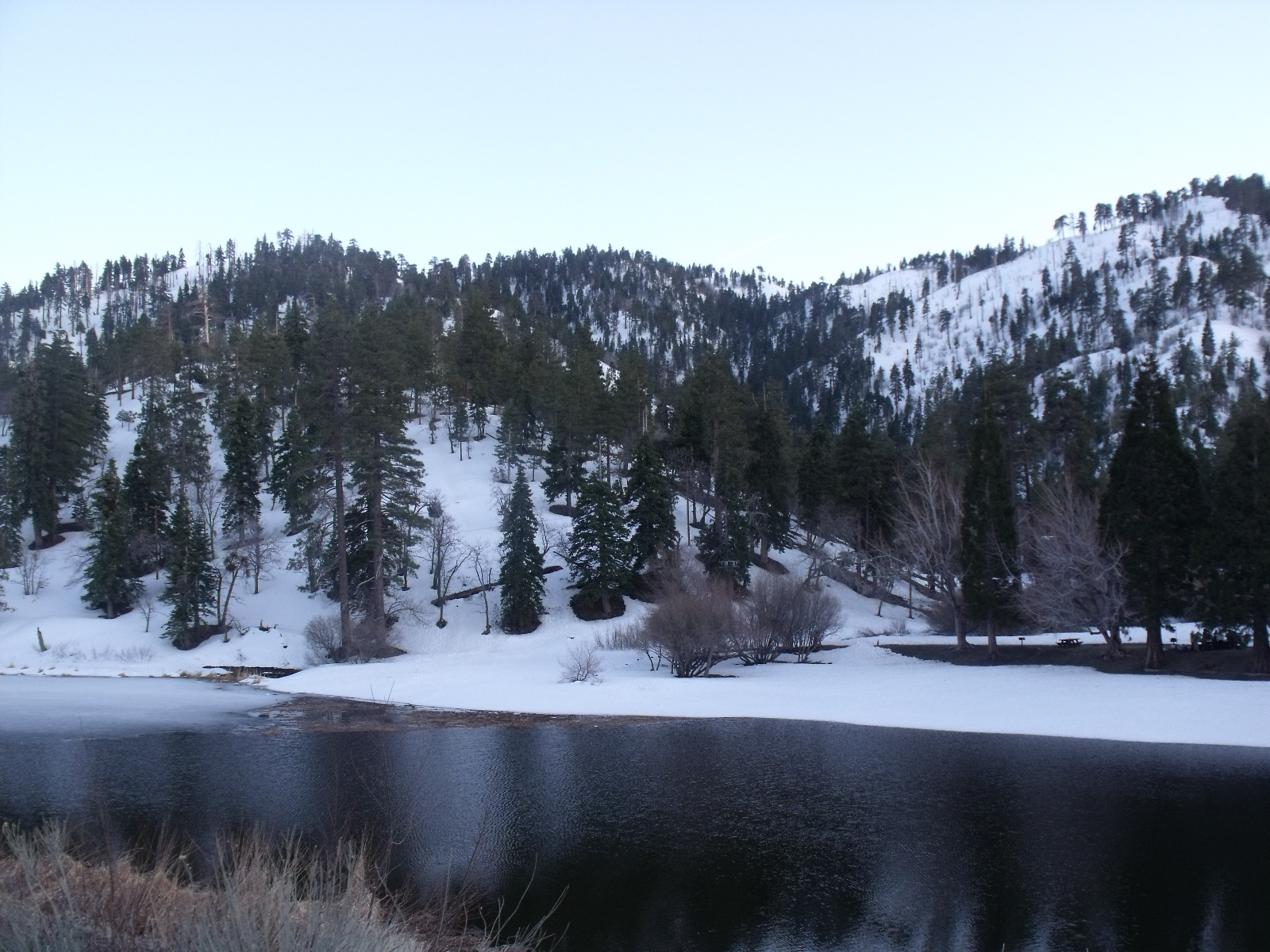
Lago Jackson
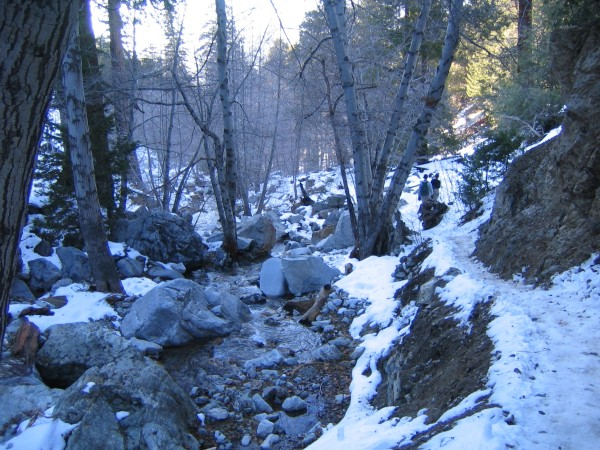
A lo largo del sendero Icehouse Canyon
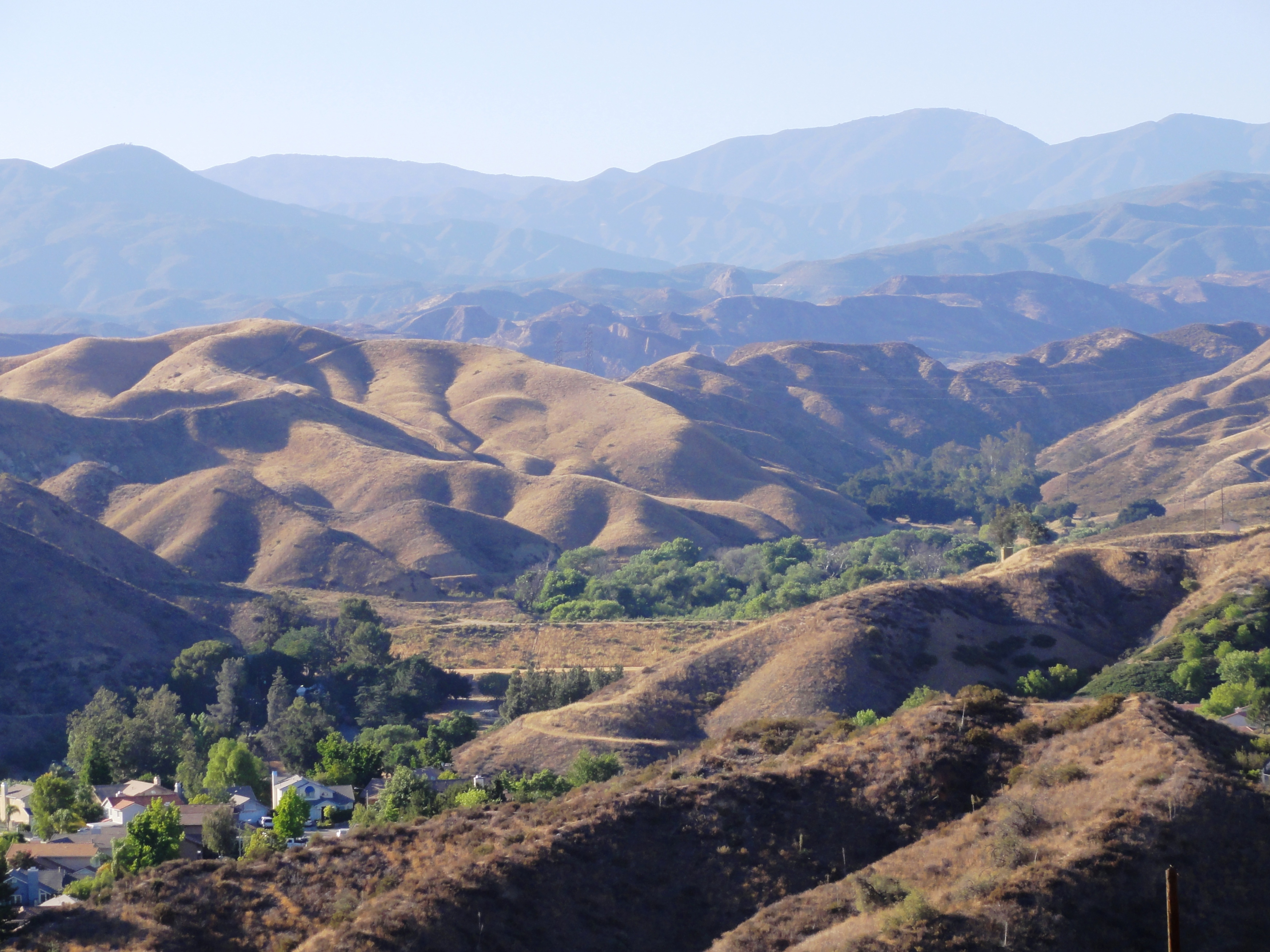
Sierra Pelona Mountains
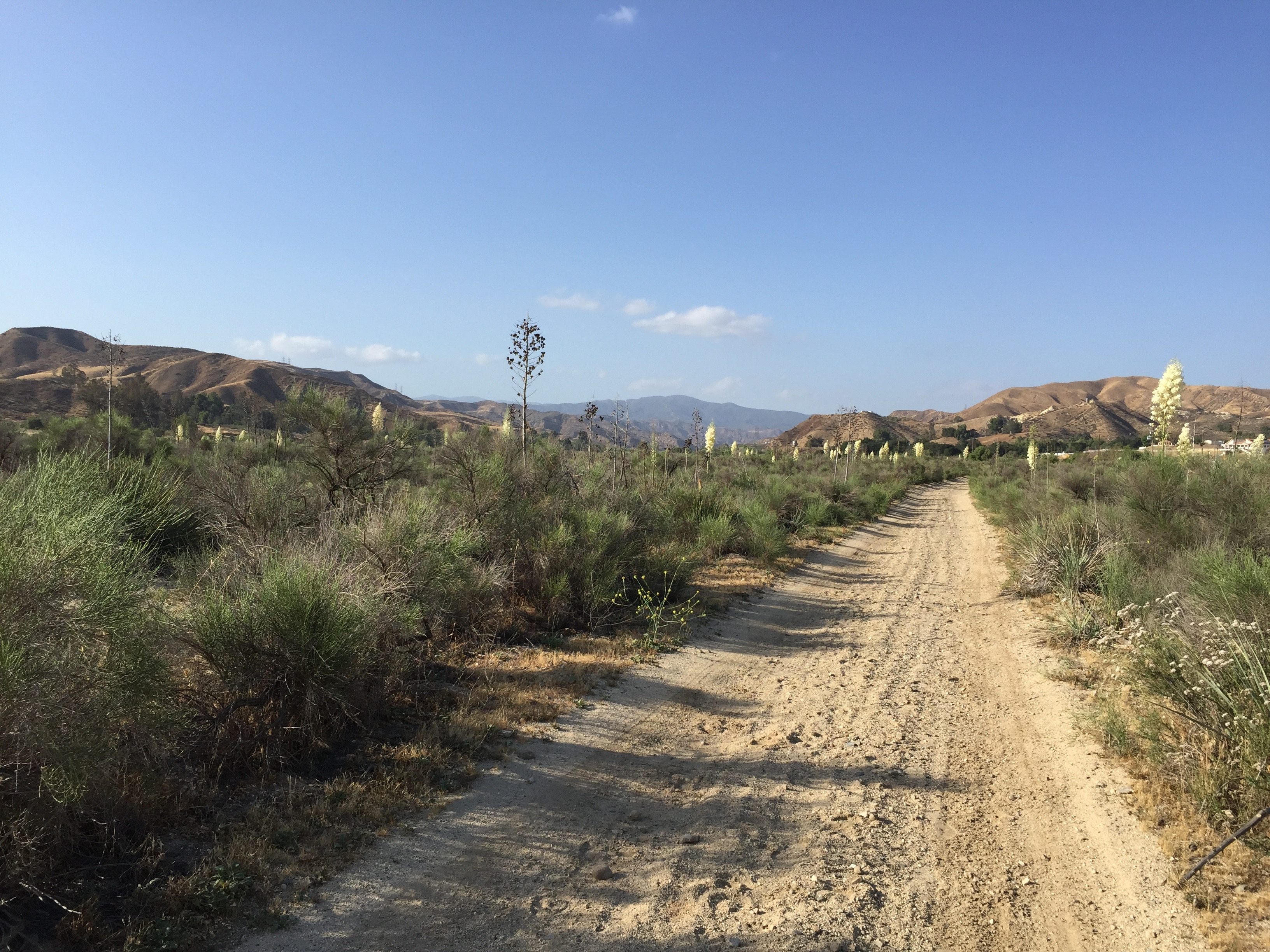
San Francisquito Canyon
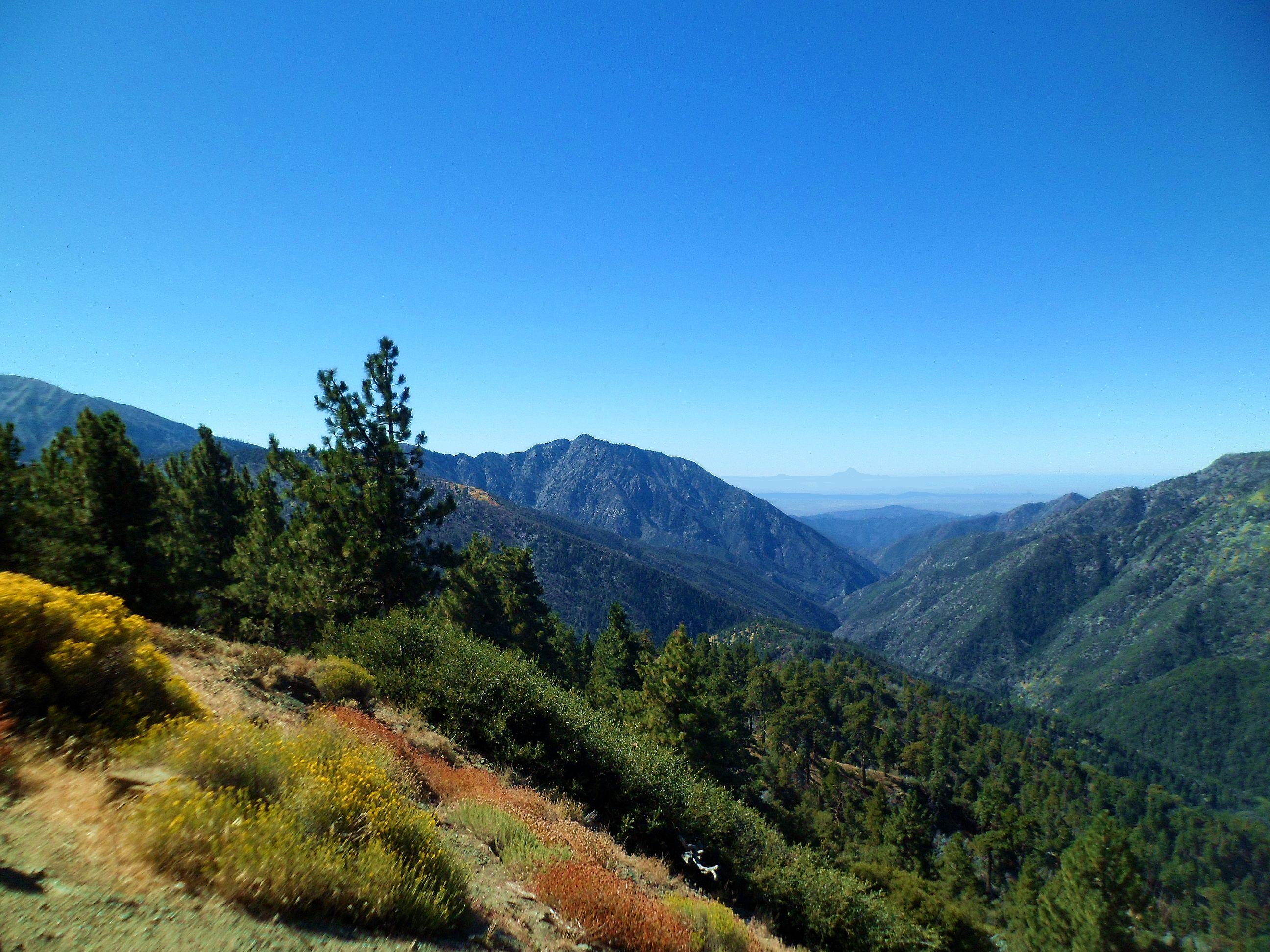
Vista al oeste desde la autopista Angeles Crest
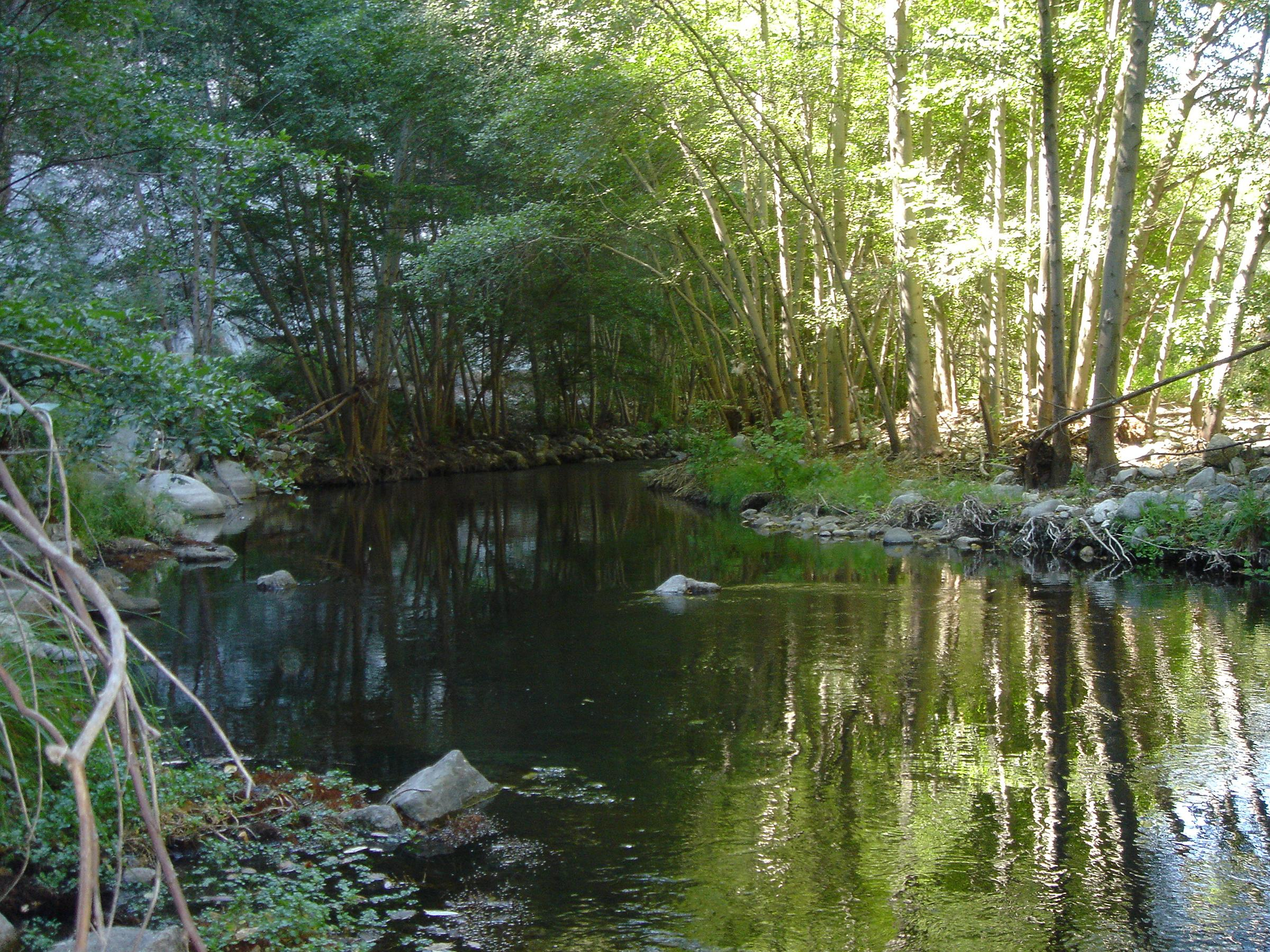
Hábitat de la zona ribereña .
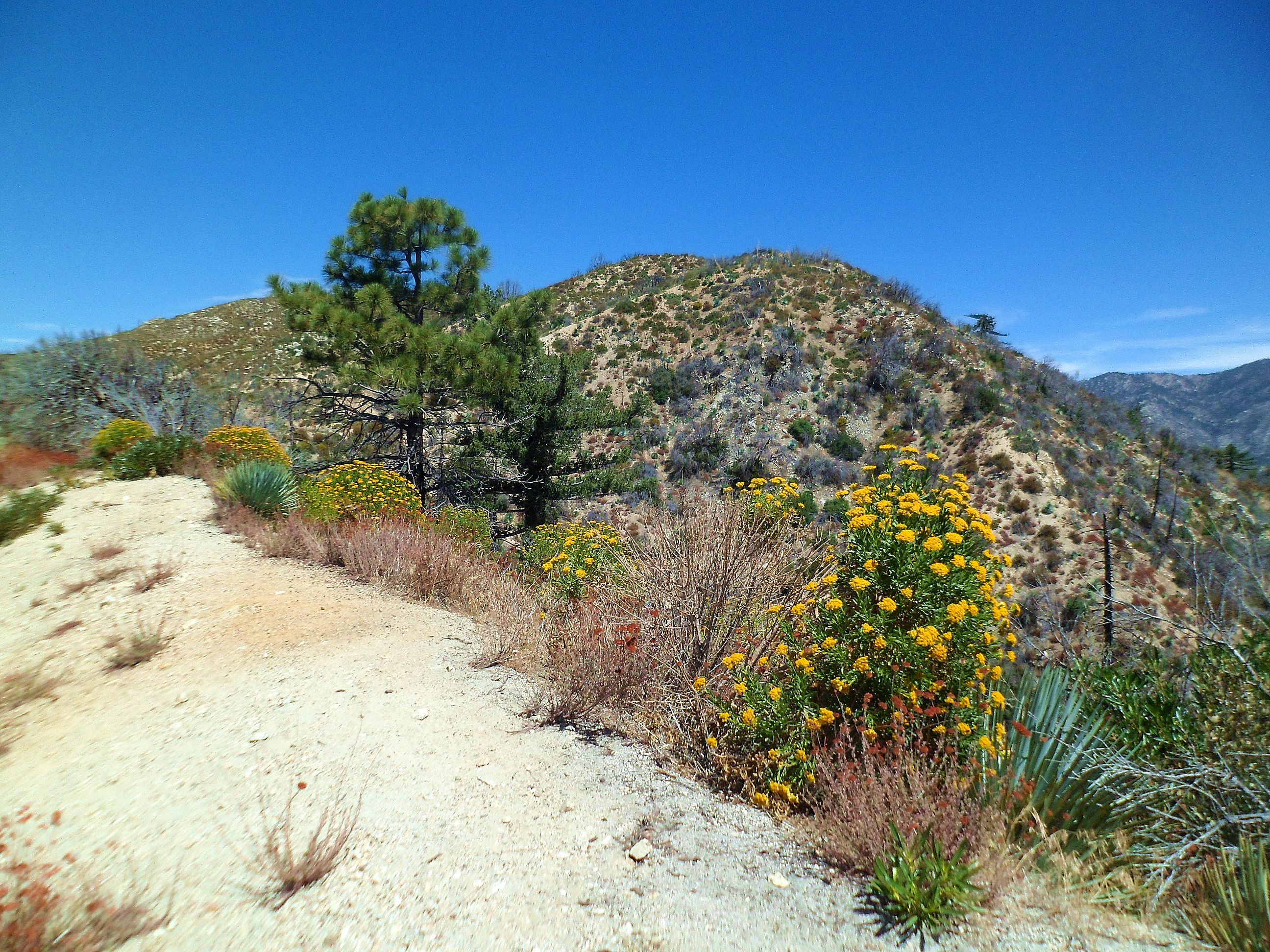
Montano chaparral ecotono con el desierto de Mojave . Flores amarillas de alforfón sulphurflower en primer plano.

## Hito histórico de California
El marcador número 717 de hito histórico de California en la Montaña de San Gabriel, punto de vista Clear Creek, State Hwy 2, 8.3 millas al norte del I-210, La Canada dice:
- NO. 717 EL BOSQUE NACIONAL DE ÁNGELES - El primer bosque nacional en el Estado de California y el segundo en los Estados Unidos, el Bosque Nacional de Ángeles, fue creado por la proclamación del presidente Benjamin Harrison el 20 de diciembre de 1892. El primer nombre dado al bosque, "Reserva de Maderas de San Gabriel", se cambió a "Bosque Nacional San Gabriel" el 4 de marzo de 1907 y luego al "Bosque Nacional de Ángeles" el 1 de julio de 1908.